# ماساكي سايتو
ماساكي سايتو (باليابانية: 齋藤 将基) (23 يونيو 1980 في كاواغوتشي في اليابان – )؛ هو لاعب كرة قدم ياباني سابق كان يلعب كمهاجم.

## وصلات خارجية
- ماساكي سايتو على موقع رابطة كرة القدم اليابانية للمحترفين (اليابانية)